# Estadio de Miyagi
El Estadio de Miyagi (en japonés: 宮城スタジアム) es un estadio de fútbol ubicado en Rifu; cercano a la ciudad de Sendai, capital de la Prefectura de Miyagi, en Japón. Su dirección es 40-1 Aza-Tate, Sugaya, Rifu-cho, Miyagi-gun, Miyagi-ken. Se inauguró en el año 2001 y posee una capacidad para 49,000 espectadores.

## Copa Mundial de Fútbol de 2002
Tres encuentros de la Copa Mundial de Fútbol de 2002 se disputaron en el estadio.
| Edición             | Equipo 1 | Resultado | Equipo 2  | Fase             |
| ------------------- | -------- | --------- | --------- | ---------------- |
| 9 de junio de 2002  | México   | 2 - 1     | Ecuador   | Grupo G          |
| 12 de junio de 2002 | Suecia   | 1 - 1     | Argentina | Grupo F          |
| 18 de junio de 2002 | Japón    | 0 - 1     | Turquía   | Octavos de final |

## Copa Mundial Femenina de Fútbol Sub-20 de 2012
Seis encuentros de la Copa Mundial Femenina de Fútbol Sub-20 de 2012 se jugaron en el estadio.
| Edición              | Equipo 1       | Resultado | Equipo 2      | Fase    |
| -------------------- | -------------- | --------- | ------------- | ------- |
| 19 de agosto de 2012 | Japón          | 4 - 1     | México        | Grupo A |
| 19 de agosto de 2012 | Nueva Zelanda  | 2 - 1     | Suiza         | Grupo A |
| 22 de agosto de 2012 | México         | 2 - 0     | Suiza         | Grupo A |
| 22 de agosto de 2012 | Japón          | 2 - 2     | Nueva Zelanda | Grupo A |
| 27 de agosto de 2012 | Noruega        | 4 - 1     | Argentina     | Grupo C |
| 27 de agosto de 2012 | Estados Unidos | 0 - 3     | Alemania      | Grupo D |

## Galería

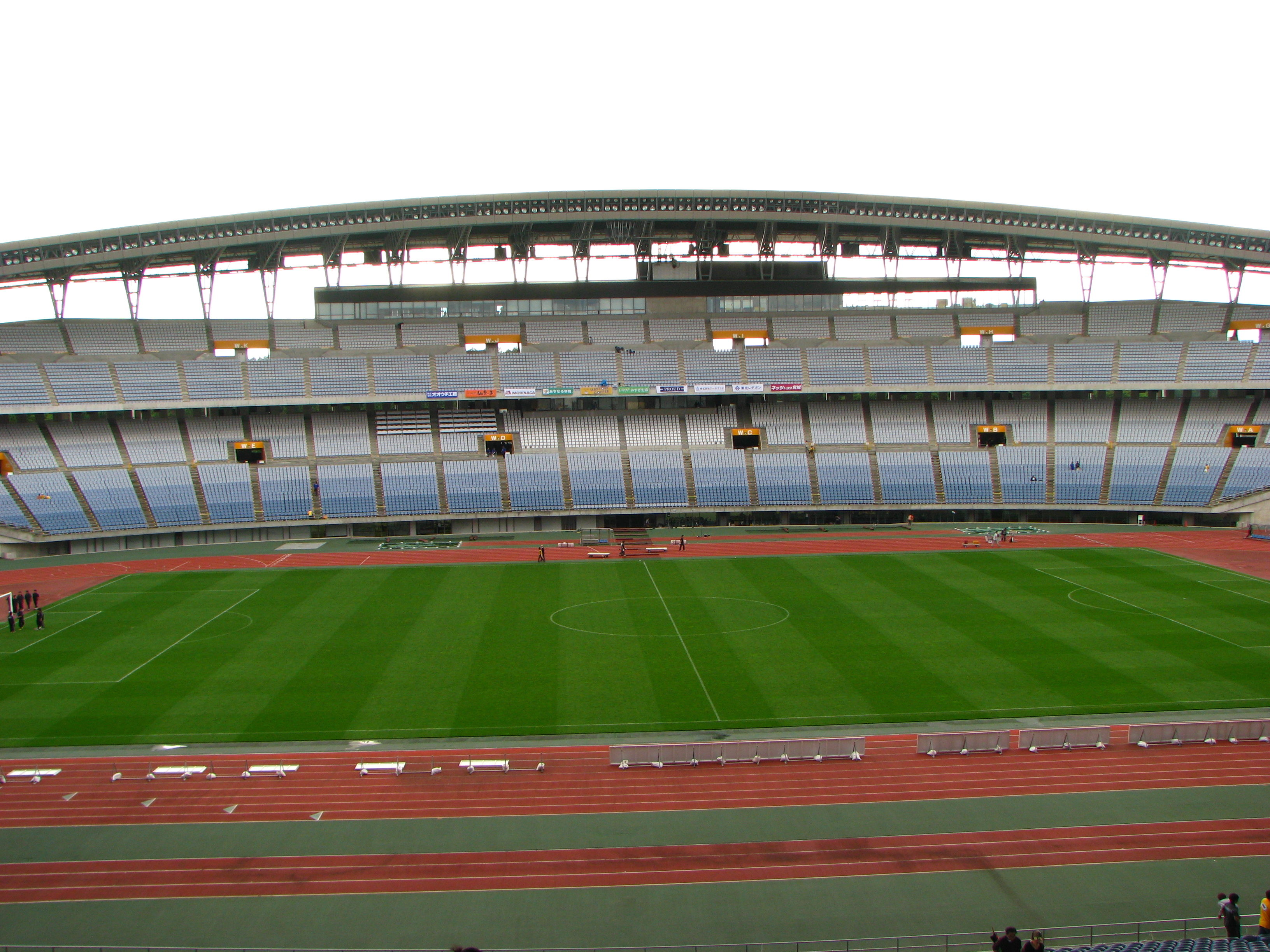
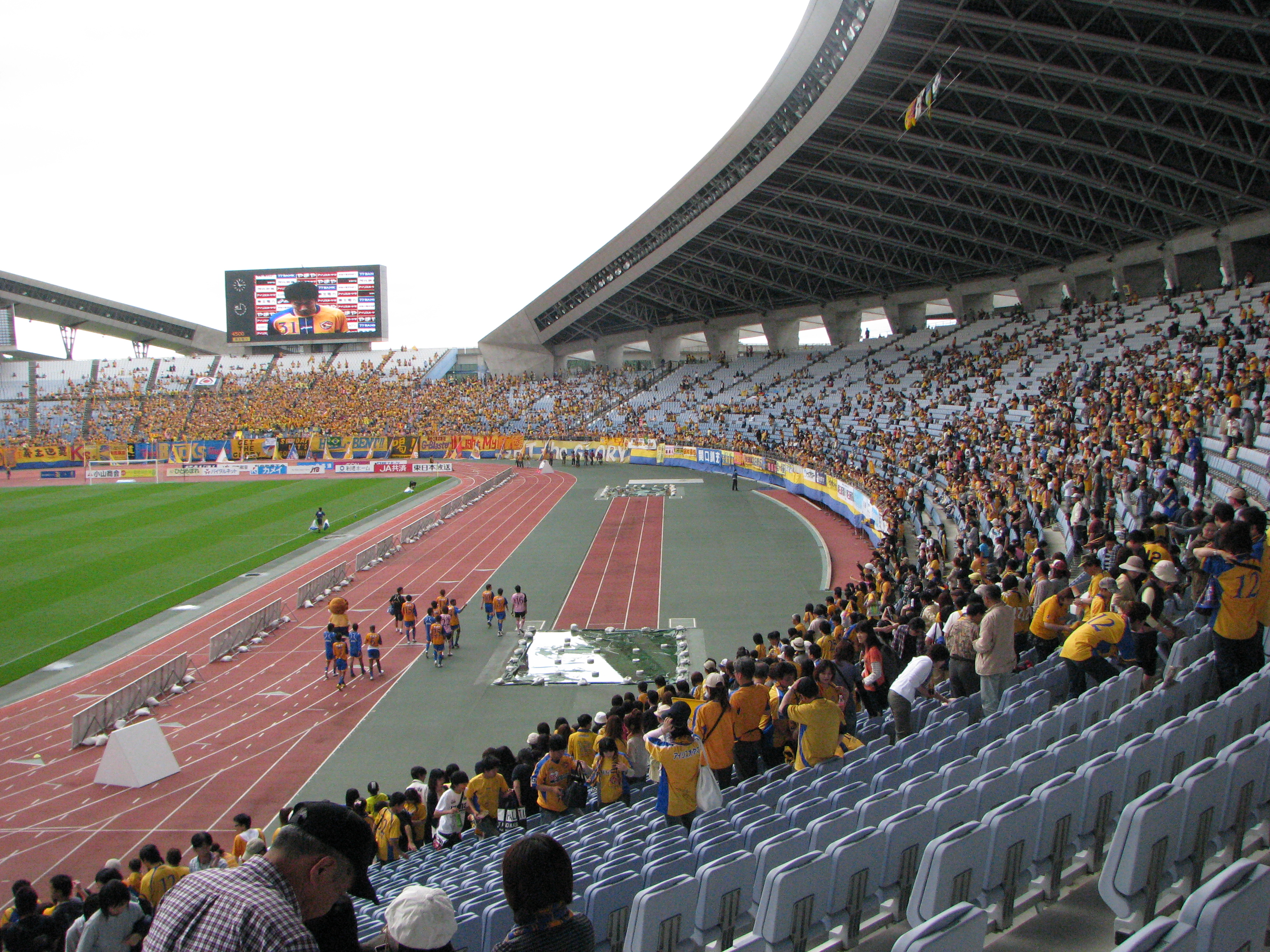
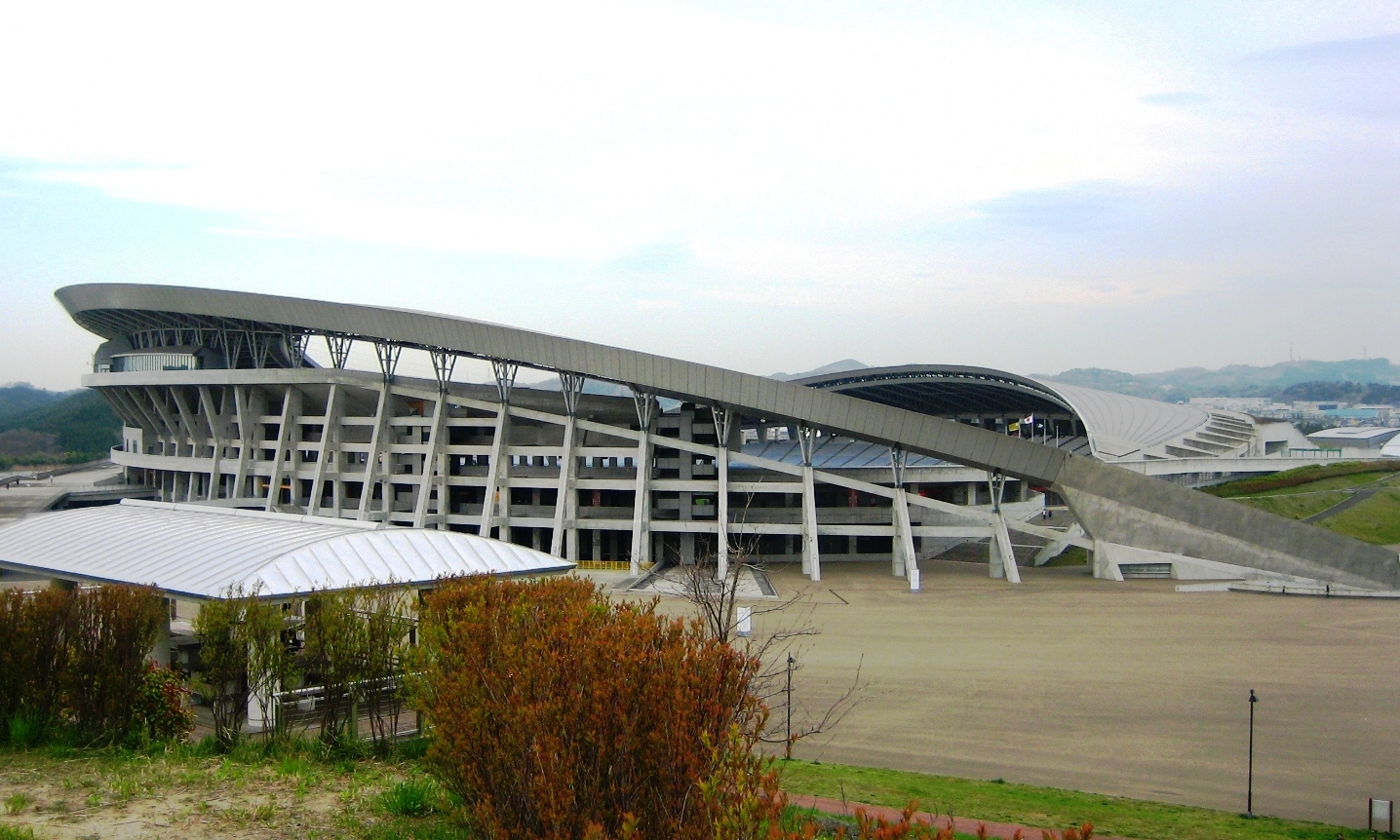

## Torneo olímpico de fútbol de Tokio 2020

### Femenino
| Edición             | Equipo 1      | Resultado | Equipo 2     | Fase    |
| ------------------- | ------------- | --------- | ------------ | ------- |
| 21 de julio de 2021 | China         | 0–5       | Brasil       | Grupo F |
| 21 de julio de 2021 | Zambia        | 3–10      | Países Bajos | Grupo F |
| 24 de julio de 2021 | China         | 4–4       | Zambia       | Grupo F |
| 24 de julio de 2021 | Países Bajos  | 3–3       | Brasil       | Grupo F |
| 27 de julio de 2021 | Nueva Zelanda | 0–2       | Suecia       | Grupo G |
| 27 de julio de 2021 | Chile         | 0–1       | Japón        | Grupo E |

### Masculinos
| Edición             | Equipo 1  | Resultado   | Equipo 2        | Fase             |
| ------------------- | --------- | ----------- | --------------- | ---------------- |
| 28 de julio de 2021 | Alemania  | 1–1         | Costa de Marfil | Grupo D          |
| 28 de julio de 2021 | Australia | 0–2         | Egipto          | Grupo C          |
| 31 de julio de 2021 | España    | 5–2 (t. s.) | Costa de Marfil | Cuartos de final |